# Koi (plat)
Ne doit pas être confondu avec la carpe koï.
Le koi est un plat thaïlandais. 

## Histoire
Le koi est un plat thaïlandais dont l'ingrédient principal est une viande crue hachée, dénaturée par l'exposition à un milieu acide, en général du jus de citron.
Il en existe plusieurs variantes régionales selon la viande utilisée : 
- koi kung : avec des crevettes,
- koi pla : avec du poisson (en général des poissons de rivière)[2],[3],
- koi hoi : avec des escargots,
- koi nuea : avec du bœuf.

L'ensemble est généralement accompagné de riz et de légumes.
Ce plat présente de sérieux risques sanitaires en raison des parasites qu'il peut contenir, surtout dans le cas du poisson (koi pla) et des escargots (koi hoi). Ces parasites sont notamment la douve du foie et des nématodes comme Angiostrongylus cantonensis.
Des fourmis rouges vivantes sont souvent ajoutées au plat en raison d'une croyance selon laquelle elles vont tuer les parasites en question. Le cholangiocarcinome, un type de cancer du foie qui se développe à cause de l'infection à la douve du foie, est anormalement commun dans les régions consommatrices de koi.